# Cadre-45/2-Europameisterschaft 1926

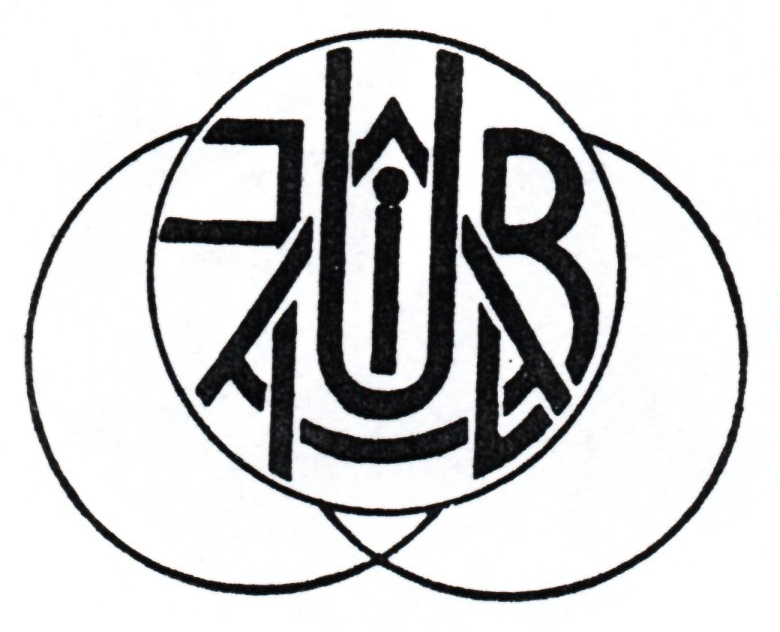
Logo UIFAB (ausrichtender Verband)

Veranstaltungsort: Den Haag

Die Cadre-45/2-Europameisterschaft 1926 war das 2. Turnier in dieser Disziplin des Karambolagebillards und fand vom 18. bis zum 21. Februar 1926 in Den Haag statt. Es war die zweite Cadre-45/2-Europameisterschaft in den Niederlanden.

## Geschichte
Die zweite Cadre 45/2 Europameisterschaft, die wieder im niederländischen Den Haag stattfand, gewann überlegen der Belgier Théo Moons. Die weiteren Podiumsplätze belegten der Franzose  Charles Faroux und der Belgier Gustave van Belle.
Deutsche Teilnehmer waren weiter nicht spielberechtigt. Der niederländische und der Schweizer Verband stellten auf der Jahresversammlung der UIFAB den Antrag auf Wiederaufnahme des deutschen Amateur-Billard-Bundes (DABB) in den Weltverband. Diesem wurde stattgegeben und ab 10. Juni 1926 war Deutschland bei internationalen Turnieren wieder startberechtigt.

## Turniermodus
Das ganze Turnier wurde im Round Robin System bis 400 Punkte gespielt. Im Gegensatz zu Weltmeisterschaften gab es bei Punktgleichheit am Ende keine Stichpartien, sondern der bessere Generaldurchschnitt entschied über die Platzierung.
Wertung:
1. MP = Matchpunkte
2. GD = Generaldurchschnitt
3. HS = Höchstserie

## Abschlusstabelle

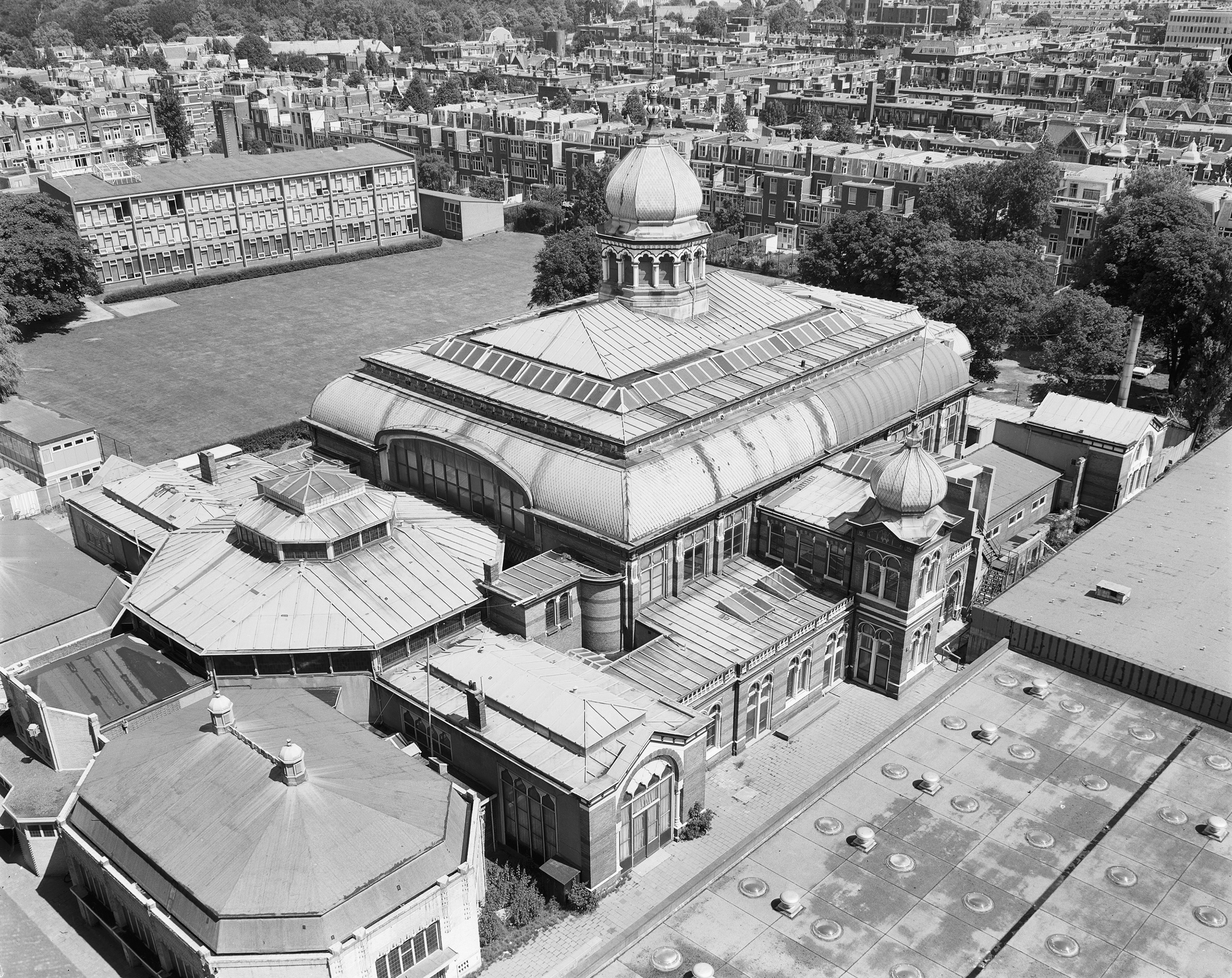
Dierentuin in Den Haag (1863–1943)

| MP    | Match Points (Sieger = 2; Unentschieden = 1; Verlierer = 0) |
| Pkte. | Erzielte Karambolagen                                       |
| Aufn. | Benötigte Versuche                                          |
| GD    | Generaldurchschnitt                                         |
| BED   | Bester Einzeldurchschnitt eines Spielers                    |
| HS    | Höchstserie                                                 |
|       | Bester GD des Turniers                                      |
|       | Bester ED des Turniers                                      |
|       | Beste HS des Turniers                                       |
|       | 1. Platz (Gold)                                             |
|       | 2. Platz (Silber)                                           |
|       | 3. Platz (Bronze)                                           |

| Platz                      | Name              | MP   | Pkte. | Aufn. | GD    | BED   | HS  |
| -------------------------- | ----------------- | ---- | ----- | ----- | ----- | ----- | --- |
| 1                          | Théo Moons        | 14:0 | 2800  | 123   | 22,76 | 57,14 | 239 |
| 2                          | Charles Faroux    | 10:4 | 2582  | 113   | 22,84 | 44,44 | 142 |
| 3                          | Gustave van Belle | 10:4 | 2536  | 120   | 21,13 | 57,14 | 223 |
| 4                          | Jan Dommering     | 6:8  | 2226  | 124   | 17,95 | 25,00 | 133 |
| 5                          | Edmond Soussa     | 6:8  | 2421  | 165   | 14,67 | 23,52 | 129 |
| 6                          | Henk Robijns      | 4:10 | 2233  | 116   | 19,25 | 20,00 | 127 |
| 7                          | Victor Luypaerts  | 4:10 | 2276  | 188   | 12,10 | 22,22 | 97  |
| 8                          | Charles Fougeret  | 2:12 | 1681  | 120   | 14,00 | 14,81 | 105 |
| Turnierdurchschnitt: 17,54 |                   |      |       |       |       |       |     |